# فرودگاه بین‌المللی کانور
فرودگاه بین‌المللی کانور (به انگلیسی: Kannur International Airport) یک فرودگاه است . این فرودگاه در کشور هند قرار دارد .